# فيرينك كاردوس
فيرينك كاردوس (بالمجرية: Kardos Ferenc)‏ هو منتج أفلام وكاتب سيناريو ومخرج مجري، ولد في 4 ديسمبر 1937 في غالنتا في سلوفاكيا، وتوفي في 6 مارس 1999 في بودابست في المجر بسبب نوبة قلبية.

## وصلات خارجية
- فيرينك كاردوس على موقع IMDb (الإنجليزية)
- فيرينك كاردوس على موقع ألو سيني (الفرنسية)
- فيرينك كاردوس على موقع أول موفي (الإنجليزية)
- فيرينك كاردوس على موقع قاعدة بيانات الأفلام السويدية (السويدية)
- فيرينك كاردوس على موقع قاعدة بيانات الفيلم (الإنجليزية)
- فيرينك كاردوس على موقع كينوبويسك (الروسية)